# Anini-y
Anini-y (officiellement municipalité d'Anini-y : en cebuano Lungsod sa Anini-y ; en tagalog : Bayan ng Anini-y) est une municipalité de la province d'Antique, la région des Visayas occidentales, aux Philippines.
Lors du recensement de 2020, sa population s'élève à 22 018 habitants.

## Géographie
Anini-y est une municipalité côtière, située à la pointe sud-ouest de l'île de Panay ; elle est baignée au sud par le golfe de Panay et à l'est par le détroit d'Iloilo (en).
L'île de Nogas (en), de 24 hectares, réserve navale du gouvernement philippin, située à 4,8 kilomètres à l'ouest dans la mer de Sulu, fait partie de la municipalité.
D'une superficie totale de 66,17 kilomètres carrés, Anini-y est divisée administrativement en 23 barangays (districts) :
- Bayo Grande
- Bayo Pequeño
- Butuan
- Casay
- Casay Viejo
- Iba
- Igbarabatuan
- Igpalge
- Igtumarom
- Lisub A
- Lisub B
- Mabuyong
- Magdalena
- Nasuli C
- Nato
- Poblacion
- Sagua
- Salvacion
- San Francisco
- San Ramon
- San Roque
- Tagaytay
- Talisayan

## Histoire
Anini-y est une localité indépendante jusqu'en 1898 ; l'église Saint-Jean-Népomucène y est construite au XIXe siècle en style baroque. Au cours de la période américaine, Anini-y est intégrée à la municipalité de Tobias Fornier. Le 5 août 1949, Anini-y devient une municipalité indépendante.
| 1960 | 1970  | 1975  | 1980  | 1990  | 1995  | 2000  | 2007  | 2010  | 2015  | 2020  |
| ---- | ----- | ----- | ----- | ----- | ----- | ----- | ----- | ----- | ----- | ----- |
| 8792 | 11590 | 11740 | 13480 | 16851 | 18657 | 19623 | 20097 | 20349 | 21201 | 22018 |